# Södra Bergens Balalaikor
Södra Bergens Balalaikor är en svensk musikgrupp som bildades i Stockholm 1969 av Embrik Underdal och Thomas Lundkvist. Gruppen bestod då av 30 balalajkor och en gitarr. Repertoaren består till största delen av folkmusik från Sovjetunionen och de stater som bildades efter dess upplösning. Södra Bergens Balalaikor medverkade på gärdesfesten 1970. 
På Svenskt visarkiv finns delar av gruppens repertoar dokumenterad i form av ljud- och videoupptagningar, exempelvis Södra Bergens Balalaikors 25-årsjubileum på Södra Teatern 1994.

## Diskografi
Album
- 1971 – Södra Bergens Balalaikor
- 1973 – 1973
- 1979 – Skiva
- 1992 – Kamarinskaya
- 2019 – Geten och evigheten

Medverkan på samlingsalbum
- 1971 – Festen på Gärdet[4]
- 1975 – Alternativ festival[5]

Medverkan på andra artisters album
- 1973 -

Hoola Bandoola Band: Låten Jakten på Dalai Lama på LP:n  På väg.